# منهج دراسي خفي
المنهج الدراسي الخفي (بالإنجليزية: Hidden curriculum)‏ بالمفهوم العام، هو منتوج ثانوي للخبرة المكتسبة من السنوات الدراسية، وبخاصة الحالات التي يتعلمها الطالب من دون قصد.
إلا أنه يوجد الكثير من التعريفات الأخرى التي عرضها الباحثون في الموضوع وكل بحسب وجهة نظره. يمكن لأي وضع مدرسي، بما فيه النشاطات الترفيهية والاجتماعية التقليدية، أن يعلم دروس من دون قصد لارتباطه بالخبرة الذاتية. وغالبا ما يستعمل التعبير ليدل على الخبرات المكتسبة في الدراسة الإعدادية والثانوية، وخاصة السلبية منها التي تنتج عن معاناة عدم المساواة في التعامل. والمدارس الأميركية تضع حدًا للأهداف الدراسية التي قد تشجع هذه الخبرات وذلك لاقتناع أهل التربية الأميركيين في تنمية الفكر الديمقراطي والتساوي في تطوير الملكات الفكرية للطلاب.

## التاريخ التربوي
تأثر العاملون الأوائل في مجال التربية والتعليم بفكرة أن الحفاظ على الامتيازات الاجتماعية والمصالح والمعرفة لمجموعة واحدة من السكان كان يستحق استغلال المجموعات الأقل قوة. مع مرور الوقت، أصبحت هذه النظرية أقل وضوحًا، لكن أساليبها الأساسية تظل عاملاً مساهمًا في قضية المنهج الخفي. منذ ذلك الحين، طورت العديد من النظريات التعليمية للمساعدة في إعطاء المعنى والبنية للمناهج الخفية وتوضيح الدور الذي تلعبه المدارس في التنشئة الاجتماعية.
تتضمن التحقيقات النظرية في المنهج الخفي، كما استشهد بها هنري غيروكس وأنطوني بينا، على سبيل المثال رؤية بنيوية وظيفية للتعليم، ونظرة ظاهراتية تتعلق بعلم الاجتماع التربوي "الجديد"، ونظرة نقدية جذرية تتوافق مع التحليل الماركسي الجديد لنظرية وممارسة التعليم. تركز النظرة الهيكلية الوظيفية على كيفية نقل المعايير والقيم داخل المدارس وقبول فكرة أن تلك المعايير والقيم ضرورية لعمل المجتمع. تشير وجهة النظر الظاهرياتية إلى أن المعنى يخلق من خلال اللقاءات والتفاعلات الظرفية، وتعني ضمنًا أن المعرفة موضوعية إلى حد ما. تعترف النظرة النقدية الجذرية بالعلاقة بين إعادة الإنتاج الاقتصادي والثقافي وتؤكد على العلاقات بين النظرية والأيديولوجية والممارسة الاجتماعية للتعلم.
على الرغم من أن النظريتين الأوليين قد ساهمتا في تحليل المنهج الخفي، إلا أن النظرة النقدية الجذرية للتعليم توفر الرؤية الأكثر وضوحًا. بالإضافة إلى ذلك، فإنه يعترف بالجوانب الاقتصادية والاجتماعية المستمرة للتعليم والتي توضحها المناهج الخفية.

## الوظيفة
على الرغم من أن المنهج الخفي ينقل قدرًا كبيرًا من المعرفة لطلابه، إلا أن عدم المساواة الذي يتم تعزيزه من خلال التفاوت بين الطبقات والحالات الاجتماعية غالبًا ما يستدعي دلالة سلبية. على سبيل المثال، يؤكد بيير بورديو أن رأس المال المرتبط بالتعليم يجب أن يكون متاحا لتعزيز التحصيل الأكاديمي. وتصبح فعالية المدارس محدودة عندما يتم توزيع هذه الأشكال من رأس المال بشكل غير متساو. وبما أن المنهج الخفي يعتبر شكلاً من أشكال رأس المال المتعلق بالتعليم، فإنه يعزز عدم فعالية المدارس نتيجة توزيعه غير العادل. كوسيلة للسيطرة الاجتماعية، يعزز المنهج الخفي قبول المصير الاجتماعي دون تعزيز الاعتبار العقلاني والتأملي.
وفقًا لإليزابيث فالانس، فإن وظائف المنهج الخفي تشمل "غرس القيم، والتنشئة الاجتماعية السياسية، والتدريب على الطاعة والانقياد، وإدامة وظائف البنية الطبقية التقليدية التي يمكن وصفها عمومًا بالسيطرة الاجتماعية". يمكن أن يرتبط أيضًا بتعزيز عدم المساواة الاجتماعية، كما يتضح من تطور علاقات مختلفة مع رأس المال بناءً على أنواع العمل والأنشطة المرتبطة بالعمل المخصصة للطلاب والتي تختلف حسب الطبقة الاجتماعية.
على الرغم من أن المنهج الخفي له دلالات سلبية، إلا أنه ليس سلبيًا بطبيعته، ويمكن للعوامل الضمنية المتضمنة أن تمارس قوة تنموية إيجابية على الطلاب. تسعى بعض الأساليب التعليمية، مثل التعليم الديمقراطي، بنشاط إلى تقليل المناهج الدراسية المخفية و/أو توضيحها و/أو إعادة توجيهها بطريقة يكون لها تأثير تنموي إيجابي على الطلاب. وبالمثل، في مجالات التربية البيئية والتعليم من أجل التنمية المستدامة، كانت هناك بعض الدعوة لجعل البيئات المدرسية أكثر طبيعية واستدامة، بحيث يمكن أن تصبح قوى النمو الضمنية التي تمارسها هذه العوامل المادية على الطلاب عوامل إيجابية في تطورهم كمواطنين بيئيين.